# 黑蛺蝶屬
黑蛺蝶屬（學名：Catonephele）是蛺蝶科苾蛺蝶亞科黑蛺蝶族中的一屬。物種主要分佈於墨西哥到南美洲南部一帶的新熱帶界。兩性異型的外表相差甚遠，雌性翅膀上有白色條紋，而雄性則有南瓜般鮮豔的橙色寬紋，因此一些早期的分類學家曾誤把同種兩性分別歸入不同的屬。

## 物種
- 黑蛺蝶 Catonephele acontius
- 奧黑蛺蝶 Catonephele orites
- 安黑蛺蝶 Catonephele antinoe
- 黃柱黑蛺蝶 Catonephele chromis
- 潤黑蛺蝶 Catonephele cortesi
- 墨西哥黑蛺蝶 Catonephele mexicana
- 黃條黑蛺蝶 Catonephele nyctimus
- 橙斑黑蛺蝶 Catonephele numilia
- 沙黑蛺蝶 Catonephele sabrina
- 橙帶黑蛺蝶 Catonephele salacia
- 鹽黑蛺蝶 Catonephele salambria